# Collection du Petit Artiste
De Collection du Petit Artiste was een Belgische reeks uitgaven van artistieke prenten, litho’s, uit het vroege interbellum, specifiek bedoeld voor kinderen. Ze werden uitgegeven door L'Art Décoratif C. Dangotte in Brussel, een bedrijf gespecialiseerd in binnenhuisinrichting. De vrouw achter dit bedrijf was Céline Dangotte (1883-1975), die geïnspireerd was door nieuwe ideeën over opvoeding. Artistiek directeur van L'Art Décoratif was de architect Albert Van Huffel.
In de reeks verschenen:
- Léon Spilliaert Plaisirs d’Hiver (1918)
- Ramah (Henri François Raemaeker) Les belles dames (1918)
- Lucien Rion Les Fables de La Fontaine
- Georges-Marie Baltus Le livre des merveilles (1919)
- Jeanne Hovine En aéroplane dans les sept ciels
- Georgette Berchmans Le rêve de Fifette (1918)

Elke uitgave bestaat uit een mapje met vijf in kleur gedrukte litho’s en vijf andere enkel in zwart gedrukte prenten (om eventueel zelf in te kleuren). Er werden steeds 100 door de kunstenaar gesigneerde luxe-exemplaren gedrukt op Keizerlijk Japans papier.

## Enkele albums van naderbij bekeken

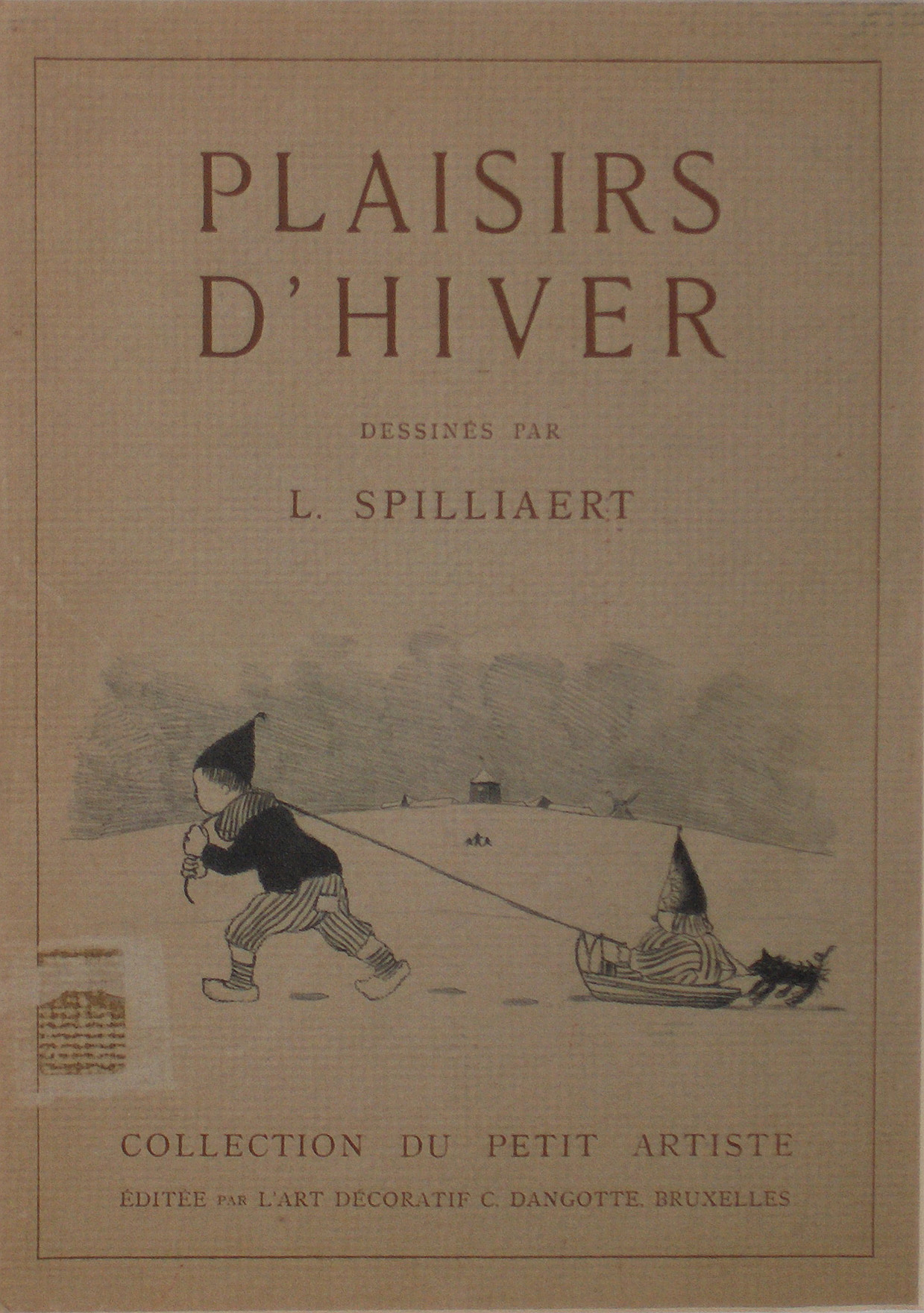
Omslag van "Plaisirs d'hiver" door Léon Spilliaert

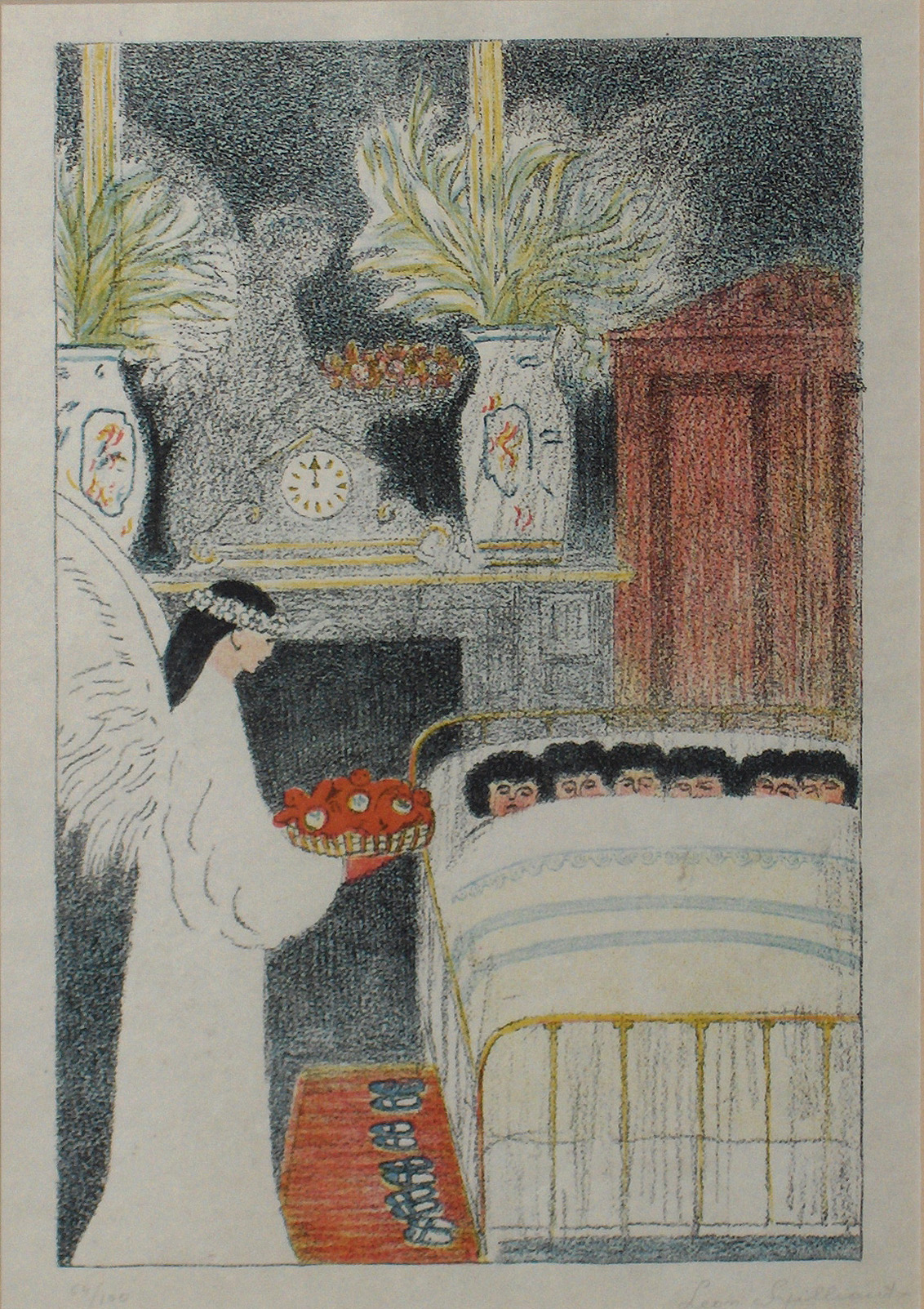
"Plaisirs d'hiver", engelbewaarder brengt 'engelkoeken' naar zes slapende peuters

### Léon Spilliaert:  Les plaisirs d’hiver
Meerkleurendruk:
- Sneeuwballen rollen
- Engelbewaarder brengt 'engelkoeken' naar zes slapende peuters
- Drie kinderen met hun speelgoed voor het haardvuur in een keuken
- Schaatsende kinderen
- Twee kindjes plaatsen klompen met appelen, wortelen en rapen voor de kachel

Zwart-wit:
- Sneeuwman
- Sint-Niklaas klopt bij een huis aan
- Versierde kerstboom
- Het voordragen van de Nieuwjaarsbrief
- Deftige heren duwen kindersleeën voort

### Ramah: Les belles dames
- Dame voor spiegel (kleur)
- Dame voor spiegel (zwart)
- Dame staande voor vleugelpiano (kleur)
- Dame staande naast vleugelpiano (zwart)
- Dame met parasol in park (kleur)
- Dame in park (zwart)
- Staande dame in interieur (kleur)
- Staande dame, brief lezend, in interieur (zwart)
- Dame, zittend op balkon (kleur)
- Dame zittend op balkon (zwart)

### G.-M. Baltus: Le Livre des Merveilles
Meerkleurendruk:
- La vocation

meisje met pop, jongetje dat een tekening maakt, moeder die koffie of thee aanbrengt voor een maaltijd
- Le Jardin Zoologique

Meisje steekt koekje uit naar olifant
- Guignol

Kinderen kijken naar een poppenkast
- Le premier jour à l’école

Kinderen komen de trappen van de school af na de eerste schooldag; bij het buitengaan geven ze een handje aan de non.
- Le nouveau-né

Moeder en dochtertje bij de wieg
Zwart-wit:
- La leçon de musique

Twee meisjes zingen van het blad; een oude leraar aan de piano
- L’aumône

Meisje geeft aalmoes aan bedelende gehandicapte voor de poort van een kasteeltuin 
- La rentrée des troupes victorieuses

Een gezin trekt huiswaarts na een lange dag recreatie; de kinderen zijn doodmoe.
- Après quatre ans

Een soldaat komt thuis na vier jaar oorlog en wordt verwelkomd door zijn vrouw en kinderen die hun vader amper herkennen
- La lune attardée

Kinderen met moeder of gouvernante op balkon van hotel of villa aan zee kijken naar de maan.

## referenties
1. ↑  Programme of ESSHC